# Zwartkapschreeuwuil
De zwartkapschreeuwuil (Megascops atricapilla) is een vogel uit de familie Strigidae (uilen).

## Verspreiding en leefgebied
Deze soort komt voor in oostelijk Paraguay en zuidoostelijk Brazilië.

## Status
De grootte van de populatie is niet gekwantificeerd maar de soort wordt omschreven als tamelijk algemeen maar met een fragmentarische verspreiding. Op de Rode lijst van de IUCN heeft deze soort de status niet bedreigd.